# Ōmura

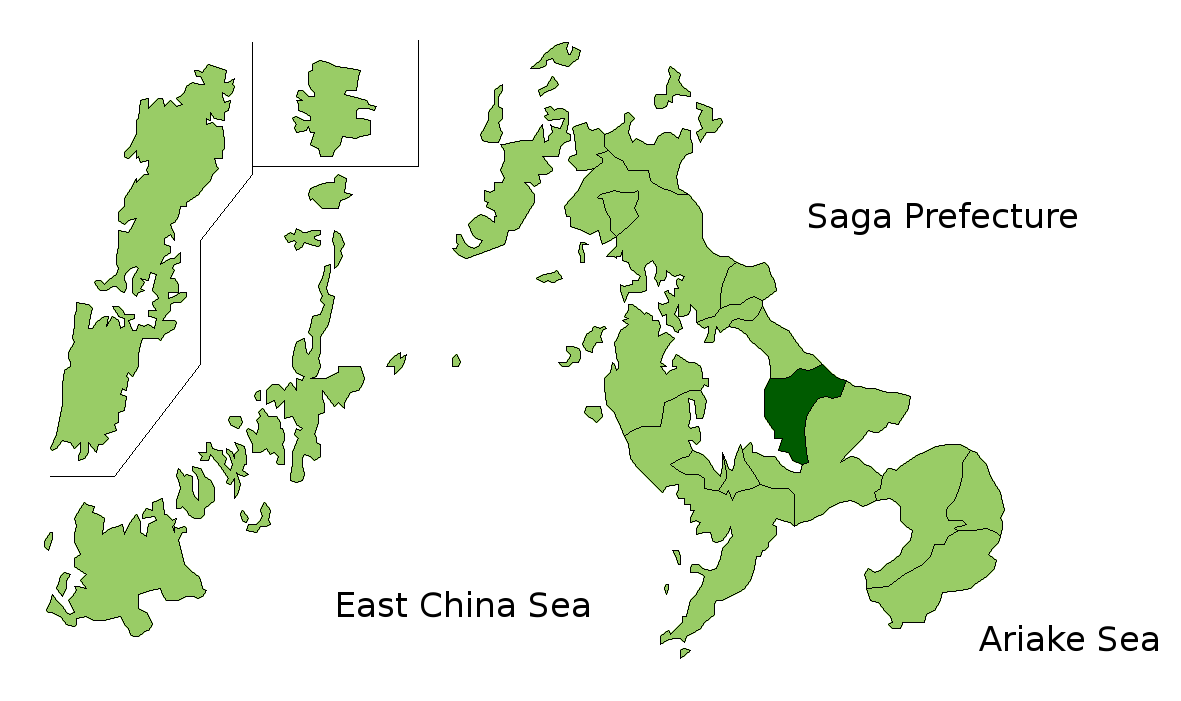

Ōmura (大村市 Ōmura-shi?) este un municipiu din Japonia, prefectura Nagasaki.